# Liste der Zuflüsse der Saane
Die Liste der Zuflüsse der Saane gibt einen Überblick über die direkten Zuflüsse der Saane.

## Diagramme
Die 5 längsten Nebenflüsse der Saane

(von der Quelle zur Mündung)
Die 5 grössten Einzugsgebiete der Nebenflüsse der Saane

(von der Quelle zur Mündung)
Die 5 wasserreichsten Nebenflüsse der Saane

(von der Quelle zur Mündung)

## Tabelle
| Name                    | GKZ     | Lage   | Länge in km | EZG in km² | MQ in m³/s | Bemerkungen                                        |
| ----------------------- | ------- | ------ | ----------- | ---------- | ---------- | -------------------------------------------------- |
| Rüschbach               | CH11035 | links0 | 009,1000    | 0024,530   | 0001,330   |                                                    |
| Tschärzisbach           | CH1684  | links0 | 009,0000    | 0018,490   | 0000,920   |                                                    |
| Meielsgrundbach         | CH1683  | links0 | 006,4000    | 0011,580   | 0000,620   |                                                    |
| Louwibach               | CH1691  | rechts | 017,9000    | 0092,330   | 0004,630   |                                                    |
| Choufliesbach           | CH1668  | rechts | 005,4000    | 0009,310   | 0000,400   |                                                    |
| Chalberhönibach         | CH1667  | links0 | 008,4000    | 0012,730   | 0000,460   |                                                    |
| Grischbach              | CH264   | rechts | 008,9000    | 0020,420   | 0000,720   | frz. Ruisseau des Fenils                           |
| Ruisseau de Flendruz    | CH1659  | rechts | 007,9000    | 0034,420   | 0001,440   |                                                    |
| Torneresse              | CH1649  | links0 | 014,2000    | 0047,300   | 0001,770   |                                                    |
| Hongrin                 | CH236   | links0 | 022,4000    | 0081,770   | 0002,960   | mündet in den Lac de Lessoc                        |
| Marive                  | CH1634  | links0 | 006,9000    | 0011,220   | 0000,420   |                                                    |
| Taouna                  | CH1632  | rechts | 006,7000    | 0019,130   | 0000,780   |                                                    |
| Trême                   | CH205   | links0 | 016,9000    | 0047,630   | 0001,480   |                                                    |
| Jaunbach                | CH799   | rechts | 027,2000    | 0178,970   | 0009,150   | frz. La Jogne, mündet in den Lac de la Gruyère     |
| Sionge                  | CH271   | links0 | 016,4000    | 0046,750   | 0000,880   | mündet in den Lac de la Gruyère                    |
| Gérignoz                | CH1617  | links0 | 008,6000    | 0012,270   | 0000,230   | mündet in den Lac de la Gruyère                    |
| Ruisseau de la Serbache | CH1580  | rechts | 005,7000    | 0017,510   | 0000,370   | mündet in den Lac de la Gruyère                    |
| Ärgera                  | CH232   | rechts | 022,1000    | 0085,870   | 0001,720   | frz. La Gérine                                     |
| Glâne                   | CH233   | links0 | 037,8000    | 0193,280   | 0004,210   |                                                    |
| Galtera                 | CH1548  | rechts | 018,4000    | 0043,190   | 0000,800   | frz. Le Gottéron                                   |
| Sonnaz                  | CH272   | links0 | 013,3000    | 0036,320   | 0000,520   | mündet in den Schiffenensee                        |
| Merdasson               | CH1547  | links0 | 005,8000    | 0012,500   | 0000,140   | Ruisseau de la Crausa, mündet in den Schiffenensee |
| Richterwilbach          | CH1546  | rechts | 007,0000    | 0010,780   | 0000,160   |                                                    |
| Sense                   | CH269   | rechts | 044,9000    | 0434,570   | 0009,810   | frz. Singine                                       |
| Saane                   | CH227   |        | 126,0000    | 1.892,860  | 0053,300   | mündet in die Aare                                 |

Anmerkungen zur Tabelle
1. ↑  Von der Quelle zur Mündung. Daten von Swisstopo (map.geo.admin.ch)
2. ↑  Bezeichnung für den Ober- und Mittellauf
3. ↑  Die Daten der Saane zum Vergleich

## Liste

La Jogne

Zuflüsse der Saane von der Quelle zur Mündung mit orographischer Lage (rechts/links). Namen nach den Geoportalen der Kantone. Weitere Namen in Klammern und kursiv. Daten nach dem Geoserver der Schweizer Bundesverwaltung (Hinweise). Länge in Kilometer (km) (aufgerundet auf eine Nachkommastelle), Einzugsgebiet in Quadratkilometer (km²) (aufgerundet auf zwei Nachkommastellen), Mittlerer Abfluss (MQ) in Kubikmeter pro Sekunde (m³/s) (aufgerundet auf zwei Nachkommastellen), Koordinaten der Mündung , Mündungsort und die Höhe der Mündung in m ü. M.
Saane, 126 km, 1.892,86 km², 53,3 m³/s, Quelle   am Sanetschhorn, 2315 m ü. M., Mündung  westlich von Oberruntigen, 461,1 m ü. M.
- Sanetschbach (rechts), 1,3 km, 1,04 km², , 2087,6 m ü. M.
- Rossbodegrabe (Rotegraben) (rechts), 1,9 km, 2,53 km², , 1303,3 m ü. M.
- Milchbrunnegräbli (links), 0,4 km, , 1247,2 m ü. M.
- Schryend Grabe (rechts), 2,1 km, 1,93 km², , 1196,6 m ü. M.
- Allmigrabe (rechts), 0,5 km, , 1191 m ü. M.
- Winterguetgräbli (rechts), 0,7 km,  südöstlich von Gsteig bei Gstaad, 1185,6 m ü. M.
- Dürrigräbli (rechts), 1,9 km,  östlich von Gsteig,  1175,6 m ü. M.
- Sattler(bach) (links), 0,6 km,  östlich von Gsteig, 1174,5 m ü. M.
- Rüschbach (links), 9,1 km, 24,53 km², 1,33 m³/s,  östlich von Gsteig, 1173,35 m ü. M.
- Innere Saaligrabe (rechts), 2,7 km, 1,59 km²,  ostnordöstlich von Gsteig, 1172,3 m ü. M.
- Bachmattegräbli (rechts), 0,7 km,  nördlich von Gsteig, 1170,1 m ü. M.
- Mettlegräbli[1] (links), 0,3 km[2],  nördlich von Gsteig, 1170,1 m ü. M.
- Chrinebach  (Ussere Saaligrabe) (rechts), 3,2 km, 1,72 km²,  nördlich von Gsteig, 1168,2 m ü. M.
- Egggräbli (links), 1,4 km,  nördlich von Gsteig, 1164,8 m ü. M.
- Chlussligrabe (links), 1,3 km, 0,53 km²,  nördlich von Gsteig, 1164,4 m ü. M.
- Furggegräbli (rechts), 0,4 km, , 1156,6 m ü. M.
- Innere Schüdelegrabe (links), 1,3 km, , 1156,6 m ü. M.
- Schüdelegrabe (links), 1,2 km, , 1149,4 m ü. M.
- Niederemattegräbli (rechts), 0,3 km, , 1147,4 m ü. M.
- Porterligrabe (links), 1,0 km, , 1145,4 m ü. M.
- Holzerligräbli (rechts), 0,5 km, , 1143,1 m ü. M.
- Glaueligräbli (links), 0,3 km, , 1143,1 m ü. M.
- Särnelgräbli (links), 0,7 km, , 1142,4 m ü. M.
- Bädligräbli (rechts), 1,9 km, 2,17 km²,  südlich von Feutersoey, 1131,9 m ü. M.
- Ussere Hälsliggrabe (rechts), 1,1 km, 0,56 km²,  südlich von Feutersoey, 1127,8 m ü. M.
- Schnideregräbli (links), 2,2 km, 1,40 km²,  südlich von Feutersoey, 1125,9 m ü. M.
- Stuckeligräbli (rechts), 0,2 km[2],  südlich von Feutersoey, 1125,2 m ü. M.
- Inners Fegsteinergräbli (rechts), 0,5 km,  südlich von Feutersoey, 1124,9 m ü. M.
- Ussers Fegsteinergräbli (rechts), 0,3 km,  südlich von Feutersoey, 1124 m ü. M.
- Chübelgrabe (rechts), 1,3 km, 0,63 km²,  bei Feutersoey, 1118,7 m ü. M.
- Tschärzisbach (links), 9,0 km, 18,49 km², 0,92 m³/s,  in Feutersoey, 1115,1 m ü. M.
- Gummilochgräbli (rechts), 0,2 km[2],  bei Feutersoey, 1115 m ü. M.
- Innere Haltegrabe (rechts), 1,6 km,  nördlich von Feutersoey, 1111,3 m ü. M.
- Fänglisgrabe (rechts), 1,6 km, 1,23 km²,  nördlich von Feutersoey, 1103,7 m ü. M.
- Blutimattegräbli (rechts), 1,7 km, 1,34 km², , 1085,1 m ü. M.
- Chlösterligrabe (rechts), 1,1 km, 0,28 km², , 1084,2 m ü. M.
- Pintleregräbli (links), 0,7 km[2], , 1081,9 m ü. M.
- Senggigräbli (links), 1,0 km, , 1076,5 m ü. M.
- Meielsgrundbach (links), 6,4 km, 11,58 km², 0,62 m³/s,  in Grund bei Gstaad, 1070 m ü. M.
- Chapfgrabe (links), 1,2 km,  bei Öy, 1065 m ü. M.
- Stills Bächli (rechts), 2,2 km, 2,5 km²,  bei Boden, 1058,1 m ü. M.
- Bodegräbli (links), 1,6 km,  bei Boden, 1056,6 m ü. M.
- Flüemadgrabe (links), 1,5 km,  nördlich von Boden, 1055,8 m ü. M.
- Moosfanggräbli 2 (rechts), 0,1 km[2],  bei Moosfang, 1052,7 m ü. M.
- Spitzmattegräbli (links), 1,2 km,  bei Spitzmatte, 1052,7 m ü. M.
- Moosfanggräbli 1 (rechts), 0,2 km[2],  bei Moosfang, 1050,7 m ü. M.
- Mattegräbli (links), 0,6 km[2], , 1049,4 m ü. M.
- Lerchweidgräbli (links), 0,6 km[2],  südlich von Gstaad, 1043,3 m ü. M.
- Inners Stöckegräbli (links), 0,8 km,  bei Gstaad, 1037,9 m ü. M.
- Üssers Stöckegräbli (links), 0,2 km,  bei Gstaad, 1037,4 m ü. M.
- Louwibach (rechts), 17,9 km, 92,33 km², 4,63 m³/s,  in Gstaad, 1035,3 m ü. M.
- Innere Mettlegrabe (links), 1,3 km,  westlich von Gstaad, 1030,7 m ü. M.
- Üssere Mettlegrabe (links), 0,6 km,  bei Mettlen, 1025,7 m ü. M.
- Mättlegrabe (links), 0,8 km,  in Mettlen, 1024,9 m ü. M.
- Äusseres Hubelgräbli (links), 0,5 km,  westlich von Bellerive, 1022,4 m ü. M.
- Ärbserebach (rechts), 3,1 km, 4,64 km², 0,19 m³/s,  südlich von Salzwasser, 1018,4 m ü. M.
- Choufliesbach (rechts), 5,4 km, 9,31 km², 0,4 m³/s,  südöstlich von Saanen, 1015,7 m ü. M.
- Chalberhönibach (links), 8,4 km, 12,73 km²,  	0,46 m³/s,  bei Rübeldorf, 1009,6 m ü. M.
- Bortgräbli (rechts), 2,2 km,  westlich von Saanen, 1005,4 m ü. M.
- Gauderlibach (Ruisseau de Ruble, Gouderligrabe, ) (links), 4,1 km, 3,01 km²,  östlich von Dorfrütti, 994,7 m ü. M.
- Rüttigräbli (links), 0,1 km,  östlich von Dorfrütti, 990,9 m ü. M.
- Ruisseau de la Rite (links), 1,7 km, 1,44 km²,  in Dorfrütti, 987,3 m ü. M.
- Grischbach (Ruisseau des Fenils) (rechts), 8,9 km, 20,42 km², 0,72 m³/s,  südöstlich von Les Allamans, 980,8 m ü. M.
- Ruisseau des Ciernes Gonseth (links), 0,3 km,  südsüdöstlich von Les Allamans, 975,5 m ü. M.
- Ruisseau des Allamans (rechts), 1,1 km,  südlich von Les Allamans, 974,3 m ü. M.
- Ruisseau de Combabelle (rechts), 2,3 km, 1,14 km²,  bei Rougemont, 968,3 m ü. M.
- Ruisseau des Chabloz (links), 1,5 km, 1,66 km², , 958,1 m ü. M.
- Ruisseau de Borgeaud (rechts), 1,2 km, , 957,9 m ü. M.
- Ruisseau de Martigny (links), 1,9 km, 1,44 km²,  südöstlich von Flendruz, 949,6 m ü. M.
- Ruisseau de Flendruz (rechts), 7,9 km, 34,42 km², 1,44 m³/s,  südlich von Flendruz, 943,9 m ü. M.
- Ruisseau des Ciernes Richard (links), 0,7 km,  südwestlich von Flendruz, 941,8 m ü. M.
- La Gérine (links), 4,3 km, 9,59 km², 0,37 m³/s,  östlich von Gérignoz, 926,4 m ü. M.
- Ruisseau de Monchalon (rechts), 0,7 km,  nordwestlich von La Tonna, 921,4 m ü. M.
- Ruisseau de la Rosette[3]  (links), 2,6 km, 4,04 km², 0,14 m³/s,  südöstlich von Château-d’Oex, 915,4 m ü. M.
- Ruisseau des Preyses (rechts), 2,0 km,  südöstlich von Château-d’Oex, 910,1 m ü. M.
- Ruisseau des Coulaytes (Ruisseau des Bossons[4], Ruisseau de la Leyvra[5]) (rechts), 3,7 km, 7,42 km², 0,24 m³/s,  südlich von Château-d’Oex, 898,5 m ü. M.
- Ruisseau des Mérils (Ruisseau de Tenasse[6]) (rechts), 3,6 km, 3,38 km²,  südlich von Château-d’Oex, 895,4 m ü. M.

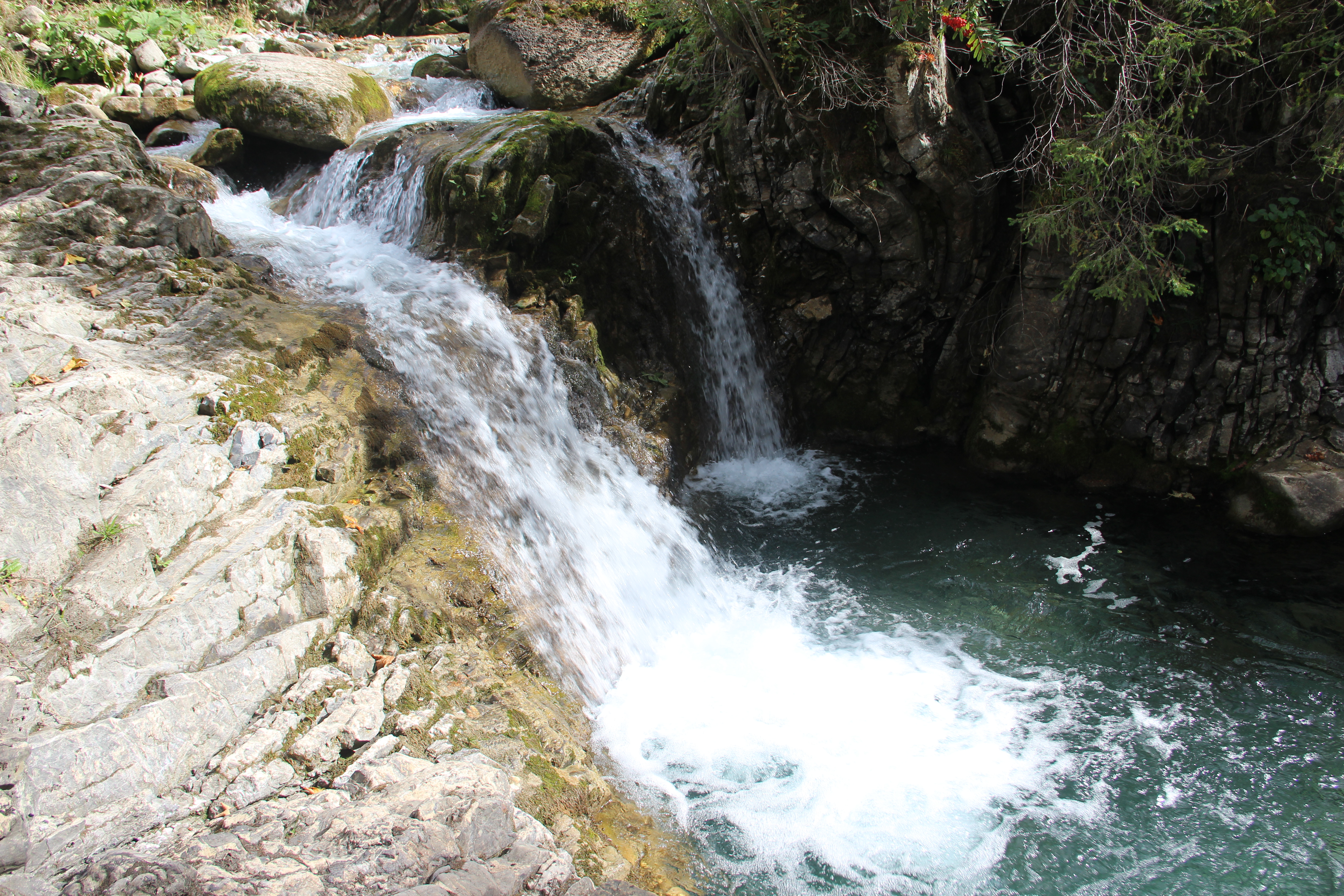
La Torneresse

- La Torneresse (links), 14,2 km, 47,3 km², 1,77 m³/s,  bei Les Moulins, 874,9 m ü. M.
- Ruisseau de Flumy (links), 3,8 km, 3,83 km²,  nordwestlich von Les Moulins, 871 m ü. M.
- Torrent de la Chaudanne (rechts), 1,1 km²,  westlich von La Chaudanne, 866,9 m ü. M.
- Torrent de la Frasse (Torrent des Chevalets) (rechts), 2,6 km, 2,35 km²,  südlich von Rossinière, 860,1 m ü. M.
- Ruisseau des Planards[7] (rechts), 1,4 km, 1,68 km²,  westlich von Rossinière, 857,8 m ü. M.
- Ruisseau de Franière[7] (links), 1,4 km[2], 0,98 km²,  südwestlich von Rossinière, 857,8 m ü. M.
- Torrent des Planches[7] (links), 2,0 km, 1,50 km²,  südwestlich von Rossinière, 857,8 m ü. M.
- Ruisseau de Plan Bochet (rechts), 0,4 km,  westlich von Rossinière, 842,1 m ü. M.
- Torrent des Riz (links), 2,7 km, 2,69 km²,  westlich von Rossinière, 832,5 m ü. M.
- Ruisseau de la Venérie (rechts), 2,5 km, 1,66 km²,  bei La Tine, 825,4 m ü. M.
- La Fontanettaz (rechts), 0,3 km,  nordwestlich von La Tine, 823,3 m ü. M.
- L'Ondine (rechts), 2,2 km, 1,26 km²,  westlich von La Coulat, 820 m ü. M.
- Torrent de la Sauta (Torrent de la Saute) (links), 0,7 km, 0,74 km², , 811,5 m ü. M.
- Ruisseau Rouge (links), 0,5 km,  südlich von Vers les Pichon, 784,4 m ü. M.

L'Hongrin

- L'Hongrin[8] (links), 22,4 km, 81,77 km², 2,96 m³/s,  unterhalb von Montbovon, 772,1 m ü. M.
- Le Torrent[8] (rechts), 4,8 km, 5,10 km², 0,20 m³/s, , 772,1 m ü. M.
- Ruisseau de Maumont[8] (Rio de Maumont) (links), 3,1 km, 4,03 km², 0,14 m³/s, , 772,1 m ü. M.
- Ruisseau du Jorat (rechts), 1,4 km, , 742,7 m ü. M.
- La Marive (links), 6,9 km, 11,22 km², 0,42 m³/s,  östlich von Albeuve, 742,3 m ü. M.
- La Neirivue[9] (links), 1,4 km,  östlich von Neirivue, 733,3 m ü. M.
- Rio di Prâ (links), 2,6 km, 2,38 km²,  südlich von Villars-sous-Mont, 726,6 m ü. M.
- La Taouna (Tâna) (rechts), 6,7 km, 19,13 km², 0,78 m³/s,  nordwestlich von Grandvillard, 715,4 m ü. M.
- Ruisseau d'Afflon (links), 3,2 km, 1,94 km²,  bei Afflon, 710 m ü. M.
- Ruisseau d'Enney (links), 3,9 km, 2,55 km²,  bei Enney, 706 m ü. M.
- Ruisseau de Béveret (rechts), 3,7 km[2], 15,52 km²,  	0,49 m³/s,   nordöstlich von Enney, 699,6 m ü. M.
- Ruisseau du Djymo (L'Ondine) (links), 2,5 km, 3,61 km²,  südöstlich von Gruyères, 695,7 m ü. M.
- Ruisseau du Châtelet[10] (rechts), 1,2 km[2], , 694,4 m ü. M.
- La Trême (links), 16,9 km, 47,63 km², 1,48 m³/s,  südlich von Broc, 682,6 m ü. M.
- Ruisseau de la Tourbiére (links), 1,1 km, 0,64 km²,  westlich von Broc, 681,2 m ü. M.

- La Jogne[11] (Jaunbach) (rechts), 27,2 km, 178,97 km², 9,15 m³/s,  nördlich von Broc, 674 m ü. M.
- Ruisseau des Baumes[11] (rechts), 1,2 km, 0,50 km²,  bei Villarbeney, 674 m ü. M.
- Ruisseau de Pra Forand[11] (rechts), 1,1 km, 0,55 km²,  nördlich von Villarbeney, 674 m ü. M.
- Ruisseau des Essertés[11] (rechts), 1,0 km, , 674 m ü. M.
- Ruisseau de Chaux[11] (rechts), 3,2 km, 3,23 km², , 674 m ü. M.
- Ruisseau du Perré[11] (rechts), 1,6 km, 0,97 km²,  westlich von Villarvolard, 674 m ü. M.
- Ruisseau des Pontets[11] (rechts), 2,5 km[2],  südlich von Corbières, 674 m ü. M.
- Ruisseau des Esserts[11] (rechts), 2,1 km, 1,95 km²,  bei Corbières, 674 m ü. M.
- Ruisseau des Fourches[11] (Ruisseau de la Pata[12]) (rechts), 3,0 km, 0,72 km²,  nördlich von Corbières, 674 m ü. M.
- La Sionge[11] (links), 16,4 km, 46,75 km², 0,88 m³/s,  bei Vuippens, 674 m ü. M.
- Le Gérigno[11] (links), 8,6 km, 12,27 km², 0,23 m³/s,  nördlich von Vuippens, 674 m ü. M.
- Ruisseau de Malessert[11] (links), 4,5 km, 4,98 km², 0,09 m³/s,  bei Villarvassaux, 674 m ü. M.
- Ruisseau du Tro du Ru[11] (links), 2,2 km, 2,07 km²,  östlich von Gumefens, 674 m ü. M.
- Ruisseau des Branches[11] (rechts), 3,4 km, 3,51 km²,  nordwestlich von Hauteville, 674 m ü. M.
- Ruisseau des Marches[11] (links). 1,5 km, 1,02 km²,  östlich von Avry-devant-Pont, 674 m ü. M.
- Le Ru[11] (Ruisseau du Ru, Ruz) (rechts), 3,7 km, 2,99 km²,  nordöstlich von Longemort, 674 m ü. M.
- Ruisseau de Villaret[11] (rechts), 1,4 km[2], 1,09 km²,  südwestlich von Villaret, 674 m ü. M.
- Ruisseau de la Serbache[11] (rechts), 5,7 km, 17,51 km², 0,37 m³/s,  westlich von Villaret, 674 m ü. M.
- Ruisseau de la Sauge[11] (links), 0,7 km, 0,58 km²,  östlich von Pont-en-Ogoz, 674 m ü. M.

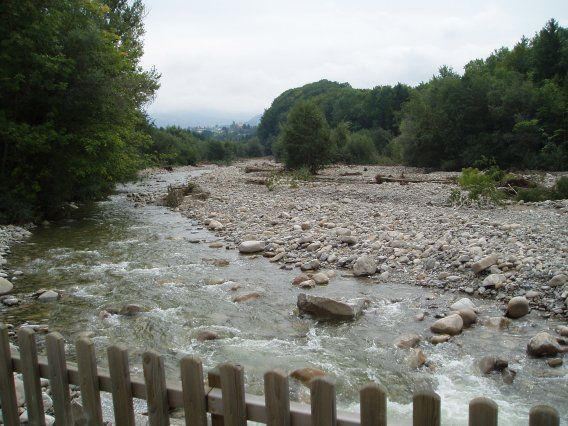
La Gérine

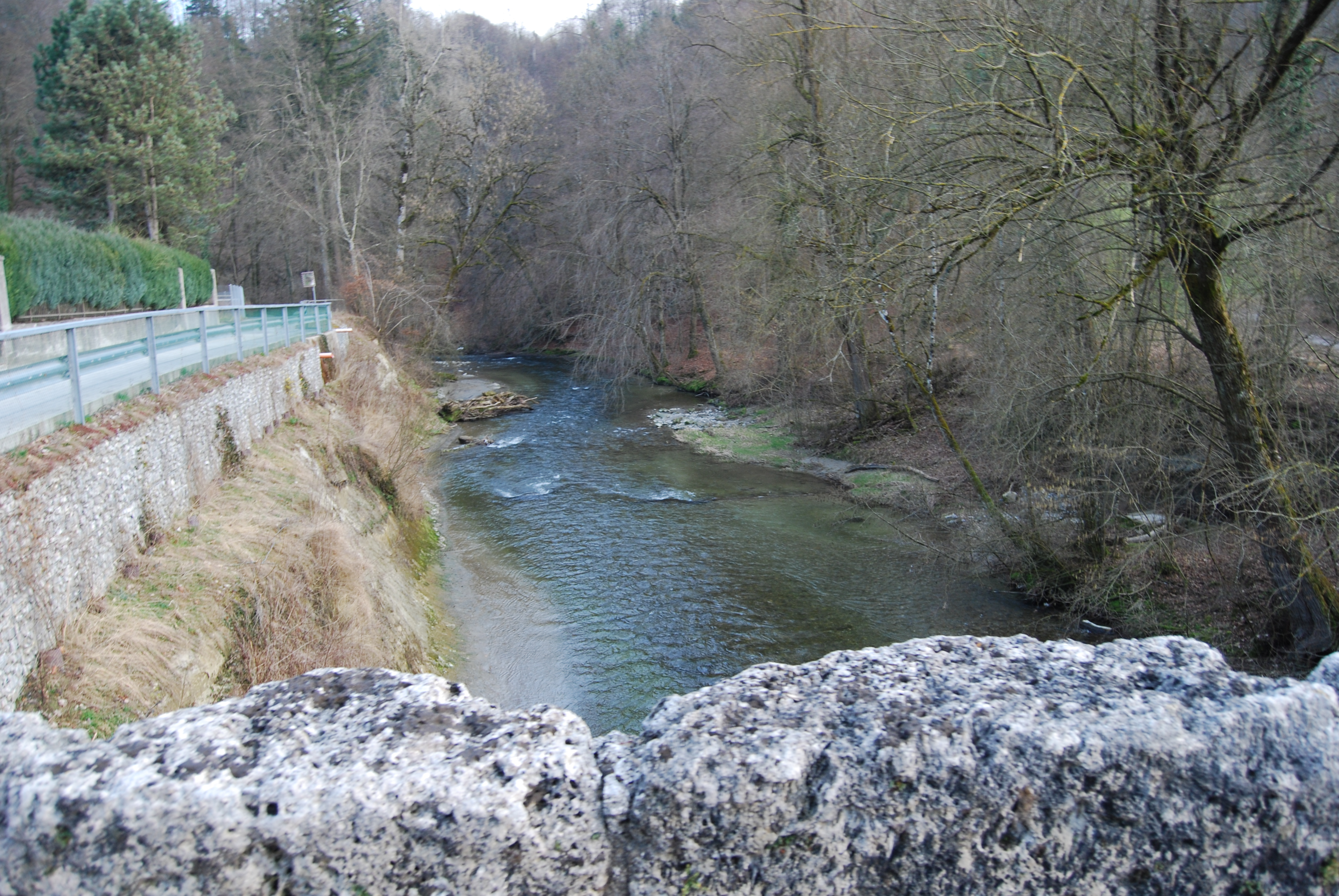
La Glâne

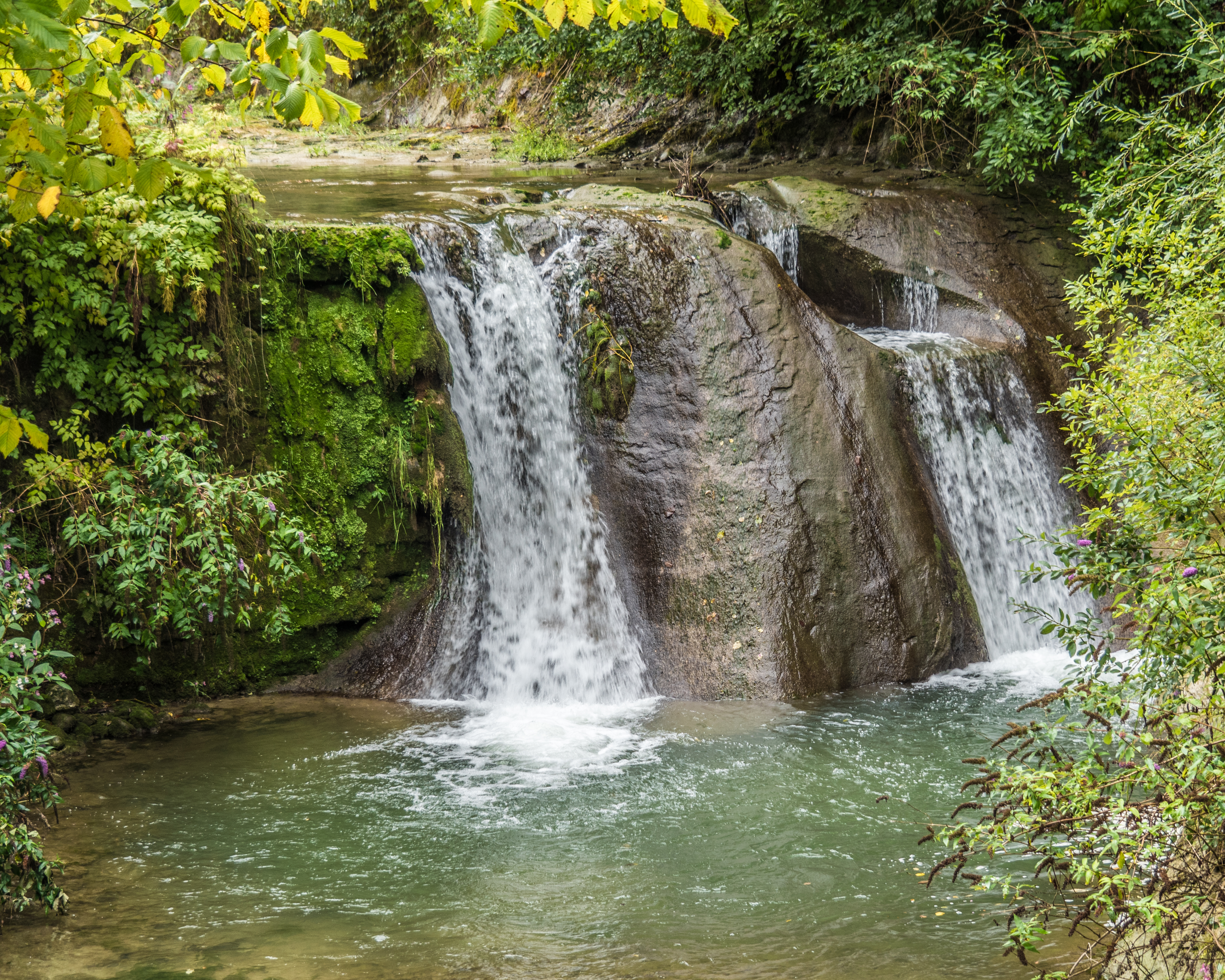
Le Gottéron

- Ruisseau de Grange de Paille[11] (links), 0,7 km,  östlich von Pont-en-Ogoz, 674 m ü. M.

- Ruisseau du Moulinet[11] (rechts), 1,3 km, 2,03 km²,  nordwestlich von Pont-la-Ville, 674 m ü. M.
- Ruisseau du Bry[11] (links), 3,2 km, 1,92 km²,  östlich von Le Bry, 674 m ü. M.
- Riau de la Verasse (rechts), 0,9 km,  östlich von Rossens, 607,9 m ü. M.
- Riau de Bournin (rechts), 1,0 km, , 601,4 m ü. M.
- Ruisseau des Arbagnys (rechts), 3,2 km, 3,53 km²,  westlich von Treyvaux, 598,2 m ü. M.
- Ruisseau de Prassasson (rechts), 3,4 km, 4,08 km²,  südwestlich von Arconciel, 596,7 m ü. M.
- Ruisseau d'Illens (links), 0,4 km, 4,01 km²,  nördlich von Illens , 593,6 m ü. M.
- Ruisseau de l'Areina (rechts), 0,7 km, 0,76 km²,  westlich von Arconciel, 587,8 m ü. M.
- La Gérine (Ärgera) (rechts), 22,1 km, 85,87 km², 1,72 m³/s,  westlich von Marly, 563,8 m ü. M.
- La Glâne (links), 37,8 km, 193,28 km², 4,21 m³/s,  am Südrand von Villars-sur-Glâne, 560 m ü. M.
- Ruisseau du Claru[13]  (rechts), 1,8 km[2],  östlich von Fribourg, 559,4 m ü. M.
- Ruisseau de la Schürra[13] (rechts), 0,6 km,  östlich von Fribourg, 554,1 m ü. M.
- Le Gottéron (Galtera, Galterenbach) (rechts), 18,4 km, 43,19 km², 0,80 m³/s,  östlich der Altstadt von Fribourg, 536,2 m ü. M.
- Ruisseau de la Ploetscha[14]  (rechts), 0,5 km,  am Nordwestrand von Schönberg, 531,2 m ü. M.
- Ruisseau d'Agy[14] (links), 0,3 km,  am nordöstlich von Agy, 531,2 m ü. M.
- Ruisseau du Lavapesson[14] (links), 1,1 km, 3,76 km²,  zwischen Granges-Paccot und Agy, 531,2 m ü. M.
- Räschbach[14] (rechts), 1,2 km, 3,94 km²,  südwestlich von Düdingen, 531,2 m ü. M.
- Petit Granges[14] (links), 0,4 km,  nördlich von Granges-Paccot, 531,2 m ü. M.

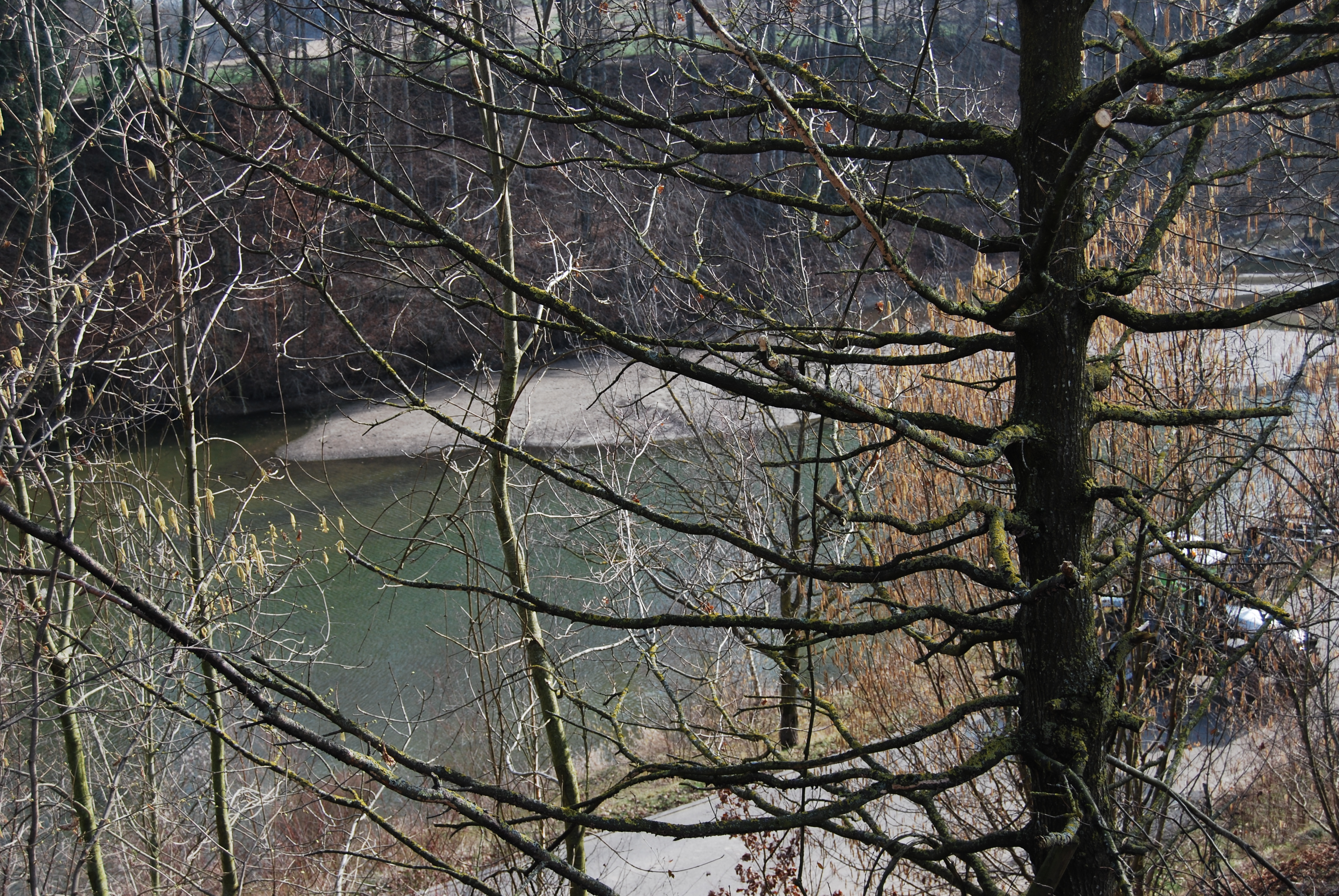
La Sonnaz

- La Sonnaz[14] (links), 13,3 km, 36,32 km², 0,52 m³/s,  bei Pensier, 531,2 m ü. M.
- Le Merdasson[14] (Ruisseau de la Crausa[15]) (links), 5,8 km[2], 12,50  km²,  0,14 m³/s,  bei Pensier, 531,2 m ü. M.
- Ruisseau des Goulets[14] (links), 1,2 km, 0,88 km²,  bei Le Château, 531,2 m ü. M.
- Düdingerbach[14] (Horiabach[12]) (rechts), 4,7 km, 10,6 km², 0,17 m³/s,  nordwestlich von Düdingen, 531,2 m ü. M.
- Eselsgraben[14] (links), 0,6 km, 1,33 km²,  nordöstlich von Petit-Vivy, 531,2 m ü. M.
- Ruisseau de Saint-Wendelin[14] (links), 0,5 km, 0,87 km²,  nördlich von Grand-Vivy, 531,2 m ü. M.
- Luggiwilbach[14] (rechts), 0,8 km, 2,6 km²,  nördlich von Balbertswil, 531,2 m ü. M.
- Vogelshusbach (rechts), 3,4 km, 4,32 km², 0,07 m³/s,  westsüdwestlich von Lischera, 491 m ü. M.
- Richterwilbach (rechts), 7,0 km, 10,78 km², 0,16 m³/s,  westlich von Bösingen, 485,4 m ü. M.
- Bergmattbächli (links), 2,1 km, 2,68 km²,  südöstlich von Riesenau, 483,5 m ü. M.
- Süderebach (links), 1,1 km[2],  westnordwestlich von Laupen, 483,4 m ü. M.
- Hüsliweid-Fluebächli (links), 0,5 km[2],  nordwestlich von Laupen, 483,1 m ü. M.
- Gillenaugrabe (rechts), 0,6 km[2],  nordwestlich von Laupen, 482,3 m ü. M.

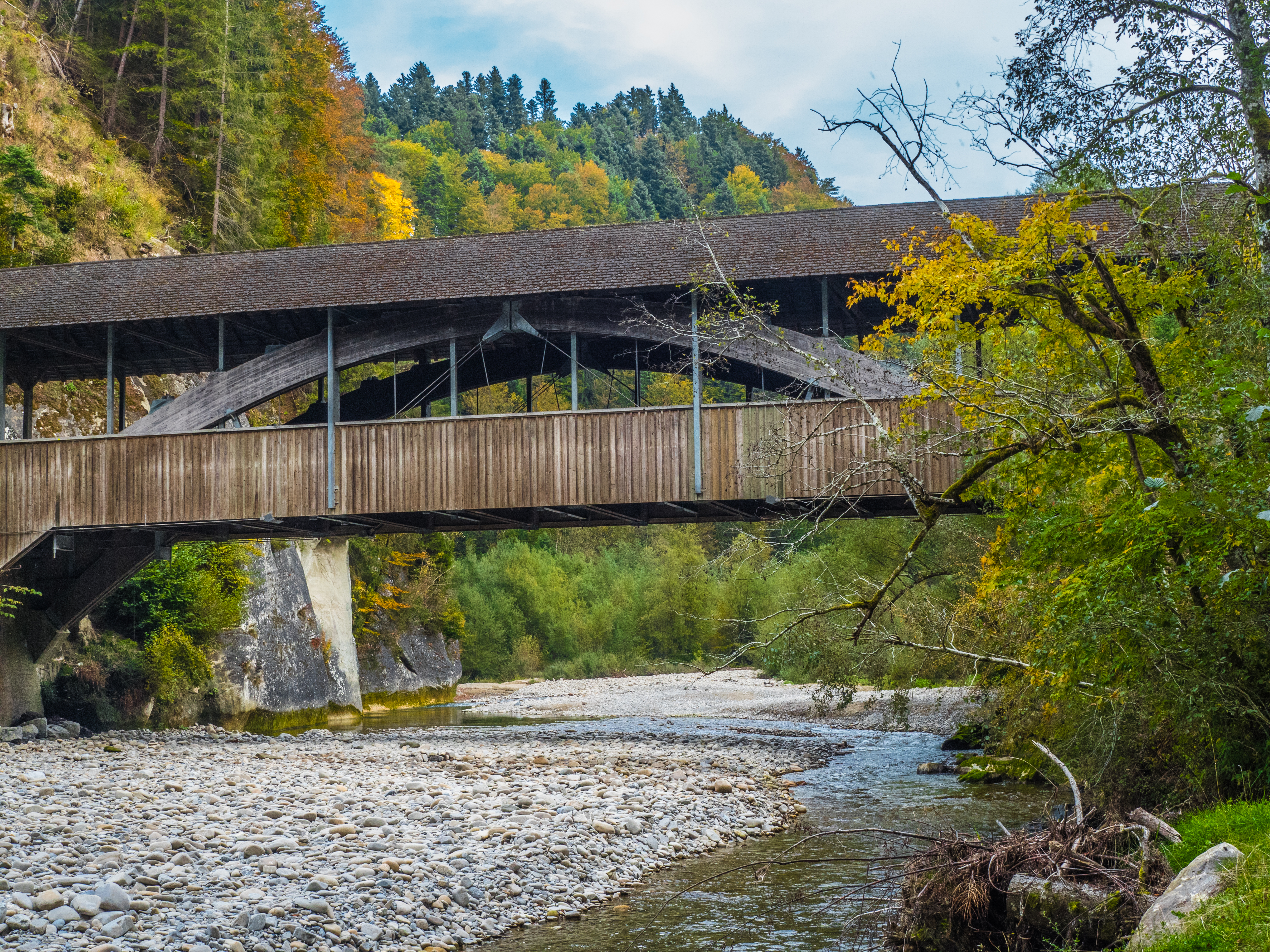
Die Sense

- Sense (Singine) (rechts), 44,9 km, 434,57 km², 9,81 m³/s,  bei Laupen, 482,1 m ü. M.
- Grabebächli (links), 0,6 km[2],  westlich von Laupen, 481,3 m ü. M.
- Talbach (rechts), 4,7 km, 8,85 km², 0,18 m³/s,  nördlich von Laupen, 477,4 m ü. M.
- Flueweid(bach) (rechts), 0,3 km,  westlich von Rüplisried, 476,4 m ü. M.
- Fluebach (rechts), 0,7 km, , 474,3 m ü. M.
- Flüelebach (rechts), 3,8 km, 5,51 km², 0,11 m³/s, , 474,1 m ü. M.
- Sägetwald(bach) (rechts), 0,1 km, , 472,6 m ü. M.
- Maussbach (rechts), 0,9 km[2],  südwestlich von Trüllern, 472,2 m ü. M.
- Fröschere(bach) (rechts), 0,3 km[2],  westlich von Trüllern, 472 m ü. M.
- Aubach (links), 2,4 km,  südlich von Gümmenen, 471,5 m ü. M.
- Dälebach (rechts), 2,0 km, 2,12 km²,  bei Gümmenen, 471,2 m ü. M.
- Halimattkanal (links), 4,7 km, 3,98 km², 0,08 m³/s,  nördlich von Kleingümmenen, 469,1 m ü. M.
- Au Kanal (rechts), 2,5 km[2][16], 6,79 km², 0,13 m³/s,  nördlich von Marfeldingen, 464,9 m ü. M.